# ادوارد ال رایت
ادوارد ال رایت (انگلیسی: Edward L. Wright؛ زاده ۱۹۴۷) یک فیزیک‌دان، و ستاره‌شناس اهل ایالات متحده آمریکا است.